# Universo DC (franquia)
O Universo DC (DCU) é uma franquia de mídia estadunidense e um universo compartilhado baseado nos personagens da DC Comics. Foi criado por James Gunn e Peter Safran, os co-presidentes e CEOs da DC Studios. A franquia é reboot do Universo Estendido DC (DCEU). O DCU vai manter alguns atores do antigo universo em seus papéis, porém nem um elemento das histórias dos filmes e séries anteriores ao DCU serão considerados canônicos. Em contraste com o estado anterior das adaptações da DC Comics, o DCU apresenta uma história e continuidade única atráves de filmes em live-action, séries de TV, animações e jogos eletrônicos. As adaptações da DC simultâneas que não se encaixam nessa continuidade são rotuladas como DC Elseworlds.
Após a fusão da Discovery Inc. e da WarnerMedia para se tornar a Warner Bros. Discovery (WBD), o CEO David Zaslav revelou um plano para revitalizar a marca DC após a má recepção do DCEU. Gunn e Safran foram contratados para liderar o recém-formado DC Studios em novembro de 2022, após trabalharem em vários projetos do DCEU, incluindo o filme O Esquadrão Suicida (2021) e sua série spin-off Peacemaker (2022-presente). A dupla passou vários meses com um grupo de roteiristas desenvolvendo a história abrangente para uma nova continuidade da DC, que apresenta uma combinação de personagens populares e obscuros da DC. Alguns projetos do DCEU em desenvolvimento foram abandonados em favor de novas tomadas, enquanto outros — incluindo Peacemaker — continuaram dentro da nova franquia. Certos atores do DCEU reprisam seus papéis no DCU, enquanto outros são reformulados. Gunn e Safran queriam se concentrar nas necessidades da narrativa em vez de forçar os criadores a concluir seus projetos para cumprir datas de lançamento específicas.
A história do Universo DC é dividida em capítulos, começando com "Deuses e Monstros", que teve início em 2024 com a série animada Creature Commandos. Gunn e Safran consideram o primeiro filme do capítulo, Superman (2025), o verdadeiro início do Universo DC.

## Contexto

### Universo Estendido DC
A Warner Bros. Pictures foi considerada "atrasada" em relação à rival Marvel Studios e seu universo compartilhado de super-heróis, o Universo Cinematográfico Marvel (MCU), no final de 2012. A Warner Bros. começou a planejar Man of Steel (2013), baseado no personagem Superman da DC Comics, para iniciar seu próprio universo compartilhado, que ficou conhecido como "Universo Estendido DC" (DCEU). Eles anunciaram uma lista completa de filmes da DC em outubro de 2014. O diretor de Man of Steel, Zack Snyder, estava programado para retornar para Batman v Superman: Dawn of Justice (2016) e Liga da Justiça (2017), e filmes spin-off foram planejados para os membros da Liga da Justiça e outros personagens da DC.

"A história da DC é bem confusa. Tem o Arrowverso. Tem o DCEU, que depois se separou e virou a Liga da Justiça de Joss Whedon em um momento, e o Snyderverso em outro. Tem o Superman & Lois, tem o Reevesverso... nós entramos e fizemos [O Esquadrão Suicida] e isso virou o Peacemaker, e de repente o Bat-Mirim virou um cara de verdade... Ninguém se importava com a grana, eles só davam IP como se fossem lembrancinhas para qualquer criador que sorrisse para eles."

—O co-CEO da DC Studios James Gunn fala sobre o estado das adaptações cinematográficas e televisivas da DC Comics antes do Universo DC
Batman v Superman não atendeu às expectativas de bilheteria da Warner Bros. e recebeu respostas negativas de fãs e críticos. A Warner Bros. sentiu que não poderia mais dar a Snyder a "longa liberdade" que ele tinha em Man of Steel e Batman v Superman, e reorganizou os futuros projetos da DC sob a nova divisão DC Films. O executivo Jon Berg e o roteirista de quadrinhos Geoff Johns foram escalados para dirigir a DC Films e queriam tornar Liga da Justiça mais otimista e esperançoso. Quando o estúdio não ficou satisfeito com seus esforços, Joss Whedon foi contratado para escrever refilmagens para o filme. Snyder deixou o filme após a morte de sua filha Autumn em março de 2017, e Whedon completou o filme com mudanças significativas. Liga da Justiça foi outra decepção crítica e comercial para a Warner Bros., e o estúdio estava novamente repensando sua abordagem para a DC no final de 2017. Após o fracasso do filme, a Warner Bros. se encontrou com o presidente da Marvel Studios, Kevin Feige, para discutir se ele lideraria a DC. Feige aparentemente considerou a ideia, mas as negociações supostamente "fracassaram". Berg e Johns deixaram a DC Films, e um planejado filme spin-off do Batman foi retrabalhado em The Batman (2022), do diretor Matt Reeves, um filme separado do DCEU. Reeves mais tarde desenvolveu uma série spin-off daquele filme centrada no Departamento de Polícia de Gotham City (GCPD), o que levou ao trabalho em uma nova ideia baseada no Asilo Arkham em março de 2022.
A Warner Bros. pretendia que os futuros filmes do DCEU fossem mais independentes do que seu plano interconectado anterior. Walter Hamada foi nomeado o novo presidente da DC Films em janeiro de 2018. Em outubro daquele ano, James Gunn foi contratado para escrever e dirigir O Esquadrão Suicida (2021), uma sequência independente do filme anterior do DCEU, Esquadrão Suicida (2016), que manteve alguns membros do elenco, mas, de outra forma, contava sua própria história. Ele trabalhou com o produtor Peter Safran, que também produziu os filmes do DCEU Aquaman (2018) e Shazam! (2019). Em maio de 2020, a Warner Bros. e Snyder anunciaram que sua visão original para a Liga da Justiça seria lançada no serviço de streaming HBO Max como Zack Snyder's Justice League (2021). No final de 2020, Hamada planejava séries de televisão derivadas do DCEU para a HBO Max, incluindo o spin-off de O Esquadrão Suicida, Peacemaker (2022-presente), de Gunn. Naquela época, havia cerca de 25 outras séries live-action e animadas baseadas na DC, além dos vários projetos de filmes. Hamada planejava conectar todas elas usando o multiverso, que foi introduzido em The Flash (2023).

### Warner Bros Discovery
Em abril de 2022, a Discovery Inc. e a WarnerMedia, empresa controladora da Warner Bros., fundiram-se para formar a Warner Bros. Discovery (WBD), liderada pelo presidente e CEO David Zaslav. Esperava-se que a nova empresa reestruturasse a DC Entertainment para que as divisões de cinema, televisão e videogames pudessem ser alinhadas. Mesmo antes da fusão ser concluída, Zaslav começou a se reunir com candidatos para assumir a DC — incluindo a executiva de cinema Emma Watts — na esperança de encontrar um equivalente ao presidente da Marvel Studios, Kevin Feige. Apesar de alguns sucessos recentes com filmes e séries da DC, Zaslav e a WBD sentiram que a DC carecia de uma "estratégia criativa e de marca coerente" e estava subutilizando personagens-chave como o Superman. Hamada ainda tinha contrato até 2023, e seus apoiadores sentiam que Zaslav não estava lhe dando crédito suficiente por seus planos e sucessos na DC. Em junho, Zaslav anunciou que a DC Films seria separada da Warner Bros. dentro da estrutura da WBD, mas seria supervisionada pelos presidentes de cinema da Warner Bros., Michael De Luca e Pamela Abdy, até que um novo chefe da DC fosse nomeado.
No início de agosto, a WBD decidiu não lançar o filme do DCEU Batgirl na HBO Max ou nos cinemas, afirmando que "simplesmente não funcionou" e ia contra o mandato de Zaslav de fazer dos filmes da DC "grandes eventos cinematográficos". Logo depois, Zaslav disse que queria um novo plano de 10 anos para os filmes da DC, e contratou o ex-executivo da Walt Disney Studios e da Warner Bros., Alan F. Horn, como consultor para ajudar a encontrar um novo líder para a DC. Hamada teria ficado chateado com o cancelamento de Batgirl e tentou deixar a DC Films, mas foi convencido por De Luca e Abdy a ficar até o lançamento de Black Adam em outubro de 2022. Naquela época, Henry Cavill reprisou seu papel como Superman de Man of Steel para uma aparição especial em Black Adam. Isso foi contra a vontade de Hamada e foi aprovado por De Luca e Abdy quando eles foram abordados diretamente pelo astro de Black Adam, Dwayne Johnson. Johnson começou a promover a ideia de um filme de Adão Negro vs. Superman coestrelado por Cavill no futuro, e a Warner Bros. começou a buscar uma sequência de Man of Steel estrelando Cavill. No final de agosto, o produtor Dan Lin surgiu como um candidato potencial para assumir a DC, mas saiu das negociações semanas depois. Todd Phillips, diretor do filme independente da DC Joker (2019), também foi considerado para o papel, mas permaneceu focado em dirigir a sequência Joker: Folie à Deux (2024).

## Desenvolvimento

### DC Studios e desenvolvimentos iniciais
James Gunn e Peter Safran foram anunciados como copresidentes e coCEOs do recém-formado DC Studios no final de outubro de 2022 e deveriam assumir o cargo de Hamada em 1º de novembro. Foi considerada uma decisão chocante e sem precedentes ter um diretor de alto nível como Gunn assumindo uma posição executiva de alto escalão em um estúdio de cinema. Esperava-se que Gunn se concentrasse no lado criativo da empresa, enquanto Safran se concentrava no lado comercial e de produção, e seu contrato era supostamente de quatro anos. Além de suas novas funções, esperava-se que Gunn e Safran continuassem dirigindo e produzindo projetos, respectivamente, embora estes fossem exclusivamente para a WBD. Eles se reportariam diretamente a Zaslav e trabalhariam em estreita colaboração com De Luca e Abdy. Uma semana após iniciarem suas novas funções, a dupla disse que havia começado a trabalhar com um grupo de escritores para desenvolver um plano de oito a dez anos para o novo Universo DC (DCU). Zaslav disse que eles haviam começado a trabalhar em uma bíblia para futuros projetos da DC que seria concluída em breve. Ele também afirmou que o novo plano emularia o modelo da Marvel de ter uma abordagem única e unificada para cada personagem, destacando especificamente novas abordagens para Batman e Superman. Em meados de novembro, Gunn já havia começado a escrever o roteiro de um novo filme da DC, enquanto Safran estava "consertando" o filme Aquaman and the Lost Kingdom (2023) do DCEU. Na época da contratação de Gunn e Safran, a série Arkham de Reeves estava sendo desenvolvida por Antonio Campos para o DCU.
No início de dezembro, Gunn e Safran estavam finalizando seus planos antes de uma reunião com Zaslav. Patty Jenkins não estava mais desenvolvendo uma sequência para seus filmes do DCEU, Mulher-Maravilha (2017) e Mulher-Maravilha 1984 (2020), após Gunn e Safran terem dito que tal filme não se encaixava em seus novos planos. Vários rumores sobre os planos circulavam, incluindo que o DCU seria um reboot completa do DCEU, que se afastaria dos atores escalados por Snyder, que os filmes do Batman de Matt Reeves seriam integrados ao DCU, e que o ator de Aquaman, Jason Momoa, seria escalado novamente como o personagem Lobo. Essas revelações e rumores levaram a preocupações na indústria e entre os fãs da DC sobre a direção que Gunn e Safran estavam tomando para a franquia, e Gunn divulgou um comunicado dizendo que eles "estavam entrando em um ambiente turbulento" e que haveria um "período de transição inevitável à medida que passávamos a contar uma história coesa em filmes, TV, animação e jogos". Uma semana depois, Gunn anunciou que eles tinham uma lista de projetos "prontos para começar" e que forneceriam mais detalhes em 2023. Ele estava escrevendo um novo filme do Superman que não seria estrelado por Cavill, e Ben Affleck foi confirmado para não reprisar seu papel de Batman no DCEU daqui para frente. Gunn e Safran tiveram discussões com Cavill e Affleck sobre retornar ao DCU para interpretar um novo personagem e dirigir um projeto, respectivamente; Affleck disse mais tarde que não estava interessado em dirigir um projeto do DCU.

### Capítulo Um: Deuses e Monstros
Em janeiro de 2023, o DCU foi relatado como uma "reinicialização ampla, mas não total" do DCEU. Em 31 de janeiro, Gunn e Safran revelaram os primeiros projetos da lista do DCU. Eles revelaram os escritores que estavam trabalhando com eles na história geral do DCU: Drew Goddard, Jeremy Slater, a escritora de The Flash, Christina Hodson, Christal Henry e o escritor de quadrinhos Tom King. Os escritores se inspiraram na franquia Star Wars, que tem "tempos diferentes, lugares diferentes, coisas diferentes", bem como na série Game of Thrones (2011-2019) e seus personagens moralmente complexo O grupo havia planejado dois "capítulos" de história para o plano de oito a dez anos, com potencial para mais capítulos depois disso. O primeiro capítulo foi intitulado "Deuses e Monstros" e seus cinco primeiros filmes foram Superman: Legacy (mais tarde renomeado Superman), The Authority, The Brave and the Bold, Supergirl: Woman of Tomorrow (mais tarde renomeado Supergirl) e Swamp Thing.  Suas cinco primeiras séries de televisão foram Creature Commandos, Waller, Lanterns, Paradise Lost e Booster Gold. Quaisquer projetos da DC que não se encaixassem no universo compartilhado seriam rotulados como "DC Elseworlds". Gunn disse que a lista combinava os "personagens diamante" da DC, como Batman, Superman e Mulher-Maravilha, com personagens menos conhecidos que eles esperavam que se tornassem tão populares. Ele optou por não recontar as histórias de origem de Batman e Superman porque "todo mundo já os conhece" e rejeitou a sugestão de que o DCU estava se concentrando em personagens de "nicho" que interessavam apenas aos fãs de quadrinhos.
Gunn disse que The Flash iria "reiniciar" a continuidade do DCEU, tornando o DCU um "reboot suave" que retém certos membros do elenco e elementos do DCEU enquanto substitui outros. Gunn e Safran selecionaram principalmente os elementos que são transportados com base nos atores. A dupla esperava que os personagens fossem retratados pelos mesmos atores em todas as mídias, incluindo animação. Eles disseram que Viola Davis (Amanda Waller) e John Cena (Pacificador) iriam reprisar seus papéis em O Esquadrão Suicida e Peacemaker no DCU, e uma "lembrança vaga" desses projetos permaneceria. Momentos específicos do DCEU são considerados canônicos para o DCU se forem diretamente referenciados em um projeto do DCU. Além de Davis e Cena, havia potencial para os atores do DCEU Jason Momoa, Gal Gadot (Mulher-Maravilha), Ezra Miller (Flash) e Zachary Levi (Shazam) também reprisarem seus papéis no DCU, mas as decisões sobre esses personagens não foram tomadas até janeiro de 2023. Nenhum ator interpretaria vários personagens, então se Momoa fosse escalado como Lobo, ele não interpretaria Aquaman no DCU também; Momoa mais tarde foi escalado como Lobo para o DCU. Gunn acrescentou que o então próximo filme do DCEU, Blue Beetle (2023), estava desconectado das entradas anteriores do DCEU e poderia se conectar ao DCU, o que foi reiterado pelo diretor do filme, Ángel Manuel Soto, que disse que fazia parte dos planos futuros do DCU. [58] Gunn e Safran logo esclareceram que Jaime Reyes / Besouro Azul de Xolo Maridueña continuaria no DCU, mas o filme em si seria independente. Em julho de 2023, após o fracasso comercial do filme Shazam! Fúria dos Deuses do DCEU, Levi lançou dúvidas sobre seu retorno ao DCU. No mês seguinte, Gadot disse que estaria desenvolvendo um novo filme da Mulher-Maravilha com Gunn e Safran, mas logo foi relatado que não seria o caso. Nenhuma decisão havia sido tomada sobre se Gadot reprisaria seu papel no DCU. A Variety relatou em outubro de 2023 que nenhum ator dos filmes do DCEU de Snyder reprisaria seus papéis no DCU.
Safran disse que eles estavam sendo flexíveis com a ordem de lançamento do DCU, embora alguns projetos-chave para a história geral precisassem ser lançados em uma ordem específica. Ele acrescentou que eles pretendiam lançar dois filmes e duas séries por ano. Reconhecendo as experiências de seus ex-colegas da Marvel Studios que produziram filmes sem roteiros finalizados com resultados mistos devido a mandatos corporativos que podem não ter sido culpa deles, Gunn sentiu que os estúdios estarem "presos a datas" era um problema de toda a indústria que estava causando a "morte" da indústria e queria se concentrar em acertar os roteiros para cada projeto antes de colocá-los em produção. Ele disse que isso aconteceu com O Esquadrão Suicida e que o filme não exigiu nenhuma refilmagem, ao contrário de outros projetos do DCEU. Contrastando o DCU com o MCU, Gunn disse que o primeiro foi ambientado em um "universo fictício" com uma história alternativa, como Metrópolis, Gotham City, Themyscira e Atlântida, enquanto o MCU é ambientado em uma versão do mundo real, com muitos de seus heróis residindo na cidade de Nova Iorque; ele esperava que o DCU fosse mais planejado desde o início do que o MCU devido ao grupo de escritores trabalhando na história geral do DCU; o DCU se concentra em super-heróis tradicionais com identidades secretas; e os projetos do DCU foram anunciados como baseados em histórias em quadrinhos e arcos de história específicos, em comparação com a abordagem do MCU de pegar elementos diferentes de toda a história da Marvel Comics. No dia seguinte ao anúncio da lista, vários dos quadrinhos que Gunn havia nomeado como influências em projetos em desenvolvimento apareceram nas listas de mais vendidos e alguns estavam esgotados. Outra diferença que Gunn viu entre a DC e a Marvel foi a primeira ter tiragens mais limitadas, com tons únicos e separados dos "quadrinhos tradicionais", como The Dark Knight Returns (1986), Watchmen (1986-87) e Grandes Astros: Superman (2005-2008). Ele pretendia replicar esse sentimento fazendo com que os criadores de cada projeto do Universo DC trouxessem suas próprias visões. Gunn também discutiu os tópicos de morte e ressurreição no Universo DC, garantindo aos fãs que, se um personagem morre, provavelmente permanecerá morto, mas que ele não se oporia ao uso de quaisquer métodos de quadrinhos, como os poços de Lázaro, para trazer de volta à vida qualquer personagem, desde que beneficiem uma história, mas de uma forma que não barateie suas apostas.
Quando Gunn e Safran revelaram os primeiros projetos de sua lista do DCU, eles disseram que uma segunda temporada de Peacemaker foi adiada enquanto Gunn estava ocupado escrevendo Superman. Em fevereiro de 2023, Gunn confirmou que Peacemaker não foi cancelado, e esclareceu em outubro que a segunda temporada seria ambientada na continuidade do DCU. Gunn afirmou ainda em dezembro que a temporada faria parte da lista do Capítulo Um. As séries de televisão do DCU foram inicialmente todas destinadas ao serviço de streaming Max,  mas em junho de 2024, a WBD mudou muitas de suas séries Max de grande orçamento planejadas para serem originais da HBO a partir de 2025, incluindo as próximas séries do DCU; Max foi finalmente definido para retornar ao nome HBO Max em meados de 2025. No mês seguinte, a série Arkham de Reeves não estava mais avançando.
Em dezembro de 2024, Gunn explicou que, apesar de revelar alguns títulos como parte do Capítulo Um, nomeadamente o filme The Brave and the Bold e a série Waller e Booster Gold, ele não daria sinal verde para um projeto de produção até que estivesse satisfeito com o seu roteiro e que estivesse "onde eu quero que eles estejam". Pouco depois, a DC Studios deu sinal verde para o roteiro de Mike Flanagan para Clayface, dando-lhe uma data de lançamento para 11 de setembro de 2026. Gunn explicou que um projeto do Cara de Barro não tinha sido planejado, mas que tinha ficado impressionado com a abordagem de Flanagan ao personagem após submeter vários rascunhos do roteiro, que decidiu dar sinal verde ao projeto e encontrar uma forma de o incorporar nos planos maiores do DCU. Ele garantiu que o DCU não terá um "estilo de empresa" e que os criadores podem trazer o seu próprio sentido para os seus projetos. O diretor de The Brave and the Bold, Andy Muschietti, disse que o desenvolvimento do filme foi adiado na época, em parte devido à estratégia da DC Studios de garantir que não entrasse em conflito com The Batman: Part II (2027), de Reeves. Em fevereiro de 2025, Gunn e Safran disseram que estavam sendo flexíveis com a produção de conteúdo do DCU, mas pretendiam lançar três filmes - dois live-action e um animado - por ano, juntamente com duas séries live-action e duas animadas. Eles tinham um plano aproximado de seis anos que incluía um projeto de crossover semelhante aos filmes dos Vingadores da Marvel Studios, mas descrevia cada personagem e projeto como "capítulos individuais de uma história geral". Em relação a um potencial crossover DCU/MCU como uma adaptação da história em quadrinhos Superman vs. The Amazing Spider-Man (1976), Gunn confirmou que eles discutiram isso "bilhões de vezes", mas precisam ver se há demanda por isso e se tal história tem qualidade além de apenas arrecadar dinheiro para o estúdio. Em junho de 2025, Gunn confirmou o recente cancelamento de um projeto, afirmando que os roteiros de Supergirl, Lanternas e Clayface haviam sido aprovados e, portanto, esses projetos foram autorizados a prosseguir, reforçando novamente sua política de não dar sinal verde para projetos sem roteiros prontos. Ele insistiu que não implementaria uma ordem para ter um certo número de filmes ou séries a cada ano e trataria cada projeto como se tivesse sorte, apresentando tudo em sua melhor qualidade, independentemente de sua recepção, desde que estivesse pessoalmente satisfeito com o roteiro.

## Filmes
| Filme                                | Data de Lançamento            | Diretor                       | Roteirista(s)                 | Produtor(es)                                        | Status                        |
| Capítulo 1: Deuses e Monstros        | Capítulo 1: Deuses e Monstros | Capítulo 1: Deuses e Monstros | Capítulo 1: Deuses e Monstros | Capítulo 1: Deuses e Monstros                       | Capítulo 1: Deuses e Monstros |
| ------------------------------------ | ----------------------------- | ----------------------------- | ----------------------------- | --------------------------------------------------- | ----------------------------- |
| Superman                             | 11 de julho de 2025           | James Gunn                    | James Gunn                    | James Gunn e Peter Safran                           | Lançada                       |
| Supergirl                            | 26 de junho de 2026           | Craig Gillespie               | Ana Nogueira                  | James Gunn e Peter Safran                           | Pós-produção                  |
| Clayface                             | 11 de setembro de 2026        | James Watkins                 | Mike Flanagan e Hossein Amini | James Gunn, Peter Safran, Matt Reeves e Lynn Harris | Pré-produção                  |
| The Authority                        | ASA                           | ASA                           | ASA                           | ASA                                                 | Em desenvolvimento            |
| The Brave and the Bold               | ASA                           | Andy Muschietti               | ASA                           | James Gunn, Peter Safran e Barbara Muschietti       | Em desenvolvimento            |
| Swamp Thing                          | ASA                           | James Mangold                 | James Mangold                 | ASA                                                 | Em desenvolvimento            |
| Outros filmes                        |                               |                               |                               |                                                     |                               |
| Filme sem título dos Jovens Titãs    | ASA                           | ASA                           | Ana Nogueira                  | ASA                                                 | Em desenvolvimento            |
| Filme sem título Bane e Exterminador | ASA                           | ASA                           | Matthew Orton                 | ASA                                                 | Em desenvolvimento            |
| Sgt. Rock                            | ASA                           | ASA                           | Justin Kuritzkes              | ASA                                                 | Em desenvolvimento            |
| Filme sem título da Mulher-Maravilha | ASA                           | ASA                           | Ana Nogueira                  | ASA                                                 | Em desenvolvimento            |
| Filme da Liga da Justiça sem título  | ASA                           | ASA                           | ASA                           | ASA                                                 | Em desenvolvimento            |

### Superman(2025)
Embora não seja uma história de origem, o filme se concentra em uma versão jovem de Clark Kent / Superman como um repórter interagindo com personagens principais como Lois Lane, enquanto ele embarca em uma jornada para reconciliar sua herança kryptoniana com sua família humana em Smallville, Kansas. Safran descreveu Superman no filme como "a personificação da verdade, da justiça e do jeito americano; ele é a gentileza em um mundo que pensa na gentileza como algo antiquado".
James Gunn já estava escrevendo um novo filme da DC em meados de novembro de 2022, e revelou que seria um filme do Superman no mês seguinte.[99] Ele disse que não estrelaria Henry Cavill do DCEU porque o roteiro se concentrava em uma versão mais jovem do Superman. Quando Gunn e Peter Safran revelaram sua lista inicial do DCU em janeiro de 2023, o filme foi intitulado Superman: Legacy. Gunn disse que o filme teria inspiração específica na história em quadrinhos Grandes Astros: Superman (2005–2008) de Grant Morrison e Frank Quitely, junto com outras histórias em quadrinhos. Em março, Gunn confirmou que dirigiria e Safran estava produzindo com ele. David Corenswet e Rachel Brosnahan foram escalados como Superman e Lois Lane em junho. O título foi encurtado para apenas Superman no final de fevereiro de 2024, quando as filmagens começaram na Noruega, e ocorreram principalmente no Trilith Studios em Atlanta, Geórgia. As filmagens terminaram em 30 de julho. Gunn e Safran consideraram o filme o verdadeiro começo do DCU. Superman estreou em 7 de julho de 2025, e foi lançado nos cinemas em 11 de julho.
Superman se passa após a primeira temporada da série animada do DCU Creature Commandos (2024–25), com Frank Grillo reprisando seu papel como Rick Flag Sr. Além disso, os membros da Authority são apresentados em Superman antes de seu próprio filme, juntamente com a introdução de outros super-heróis, incluindo Nathan Fillion como o Lanterna Verde Guy Gardner, enquanto Sean Gunn interpreta Maxwell Lord; Fillion e Sean Gunn interpretaram anteriormente Cory Pitzner / T.D.K. (The Detachable Kid) e Doninha em The Suicide Squad, com este último também dublando Doninha em Creature Commandos. Além disso, John Cena e Tinashe Kajese fazem aparições não creditadas como Christopher Smith / Peacemaker e a agente da A.R.G.U.S. Flo Crawley, reprisando seus papéis de O Esquadrão Suicida. O filme apresenta a tecnologia "Quantum Unfolding Chamber" da primeira temporada da série de televisão Peacemaker (2022).

### Supergirl (2026)
Descrito por Gunn como "um grande filme épico de ficção científica" e um "belo conto repleto de estrelas", o filme contrasta a cansada personagem Kara Zor-El/Supergirl, que foi criada em um pedaço do destruiu o planeta Krypton e viu todos ao seu redor morrerem, com seu primo Superman, que foi criado na Terra por pais amorosos.
Em janeiro de 2023, James Gunn anunciou um filme independente apresentando a personagem Supergirl ambientada na nova franquia DCU, o filme se chamará Supergirl, inspirado na minissérie de messo Supergirl: Woman of Tomorrow por Tom King. Tanto Superman (2025) quanto Supergirl farão parte do Capítulo 1 do DCU, intitulado Deuses e Monstros. Em novembro, Ana Nogueira foi escolhida para escrever o roteiro. Em janeiro de 2024, Milly Alcock foi escalada como Supergirl. Craig Gillespie entrou em negociações para dirigir o filme em abril de 2024, e foi confirmado como diretor no mês seguinte. As filmagens estão ocorrendo de meados de janeiro a maio de 2025 nos estúdios da  Warner Bros. em Leavesden e Londres, na Inglaterra, e na Islândia. Supergirl está programado para ser lançado em 26 de junho de 2026.
Jason Momoa deve interpretar o Lobo no filme, depois de interpretar Aquaman no DCEU.

### Clayface (2026)
O filme é uma "história de terror de Hollywood" sobre um ator de filme B que usa uma substância para permanecer relevante, mas se torna feito inteiramente de argila.
Em março de 2023, o cineasta Mike Flanagan e seu parceiro da Intrepid Pictures, Trevor Macy, se reuniram com Gunn e Safran a respeito de um filme centrado no personagem Cara-de-Barro, no qual ele não seria o vilão que normalmente é retratado nos quadrinhos. Se o filme avançasse, não estava claro na época se faria parte do DCU ou de um filme de Elseworlds; Também era esperado que The Batman 2 (2027), de Matt Reeves, apresentasse o personagem. Em dezembro de 2024, a DC Studios deu luz verde ao filme para o DCU com um roteiro escrito por Flanagan. Safran comparou o tom do filme ao do filme A Mosca, de 1986. Reeves foi confirmado para produzir ao lado de Lynn Harris de sua empresa 6th & Idaho Productions., mas Flanagan não pôde dirigir devido aos seus compromissos com o filme O Exorcista (2026) e uma série de televisão da Carrie, a Estranha. Em fevereiro de 2025, foi confirmado que Alan Tudyk não reprisaria seu papel de voz como Clayface de Creature Commandos e da série de animação independente Harley Quinn (2019-presente) porque não era seu papel principal no DCU. Naquela época, James Watkins foi contratado para dirigir o filme, Hossein Amini estava escrevendo um novo rascunho do roteiro em maio, e Tom Rhys Harries foi escalado como Clayface em junho. As filmagens estão programadas para começar em agosto de 2025 no Warner Bros. Studios, Leavesden, na Inglaterra. Clayface está programado para ser lançado em 11 de setembro de 2026.

### The Authority
Gunn descreveu a Authority como uma equipe que pensa que "o mundo está completamente quebrado. E a única maneira de consertá-lo é tomar as coisas em suas próprias mãos, seja matando pessoas, destruindo chefes de estado, mudando governos, você sabe, o que quer que eles queiram fazer para tornar o mundo melhor". Safran comparou a equipe moralmente complexa ao personagem de Jack Nicholson em A Few Good Men (1992).
Quando Gunn e Safran revelaram sua lista inicial do DCU em janeiro de 2023, eles incluíram um filme baseado na equipe de super-heróis Authority, que foi criada por Warren Ellis e Bryan Hitch para a editora independente de quadrinhos WildStorm. A WildStorm foi adquirida pela DC Comics e seus personagens, incluindo a Authority, foram introduzidos na continuidade da DC Comics em 2011. Da mesma forma, Gunn e Safran pretendiam incluir os personagens da WildStorm em sua própria continuidade do Universo DC, começando com a Authority. Gunn disse que o filme era um projeto apaixonante seu e que ele estava trabalhando em um esboço para ele com outros roteiristas da DC Studios. Outros projetos tiveram prioridade sobre The Authority em fevereiro de 2025, quando Gunn disse que o filme era muito grande e que o roteiro teve dificuldades para ser elaborado.
Gunn disse que o filme teria conexões com o Superman.

### The Brave and the Bold
O filme explora os membros da "Bat-Family", incluindo a introdução do filho do Batman, Damian Wayne, como uma versão do Robin. Gunn disse que o filme seria uma "estranha história de pai e filho" sobre Batman e Robin.
Depois que Gunn e Safran foram contratados, Zaslav disse sobre o novo plano deles para o DCU: "Não haverá quatro Batmans". Quando Gunn e Safran revelaram sua lista inicial do DCU, um mês depois, eles incluíram The Brave and the Bold, que introduz a versão DCU do Batman. Gunn disse que o filme foi baseado na série de quadrinhos de Grant Morrison de 2006 a 2013. Foi confirmado que Ben Affleck não irá reprisar seu papel de Batman do DCEU, enquanto a versão do Batman de Matt Reeves deverá continuar separadamente da versão do DCU sob o selo DC Elseworlds. O diretor de The Flash, Andy Muschietti, foi contratado para dirigir o filme em junho de 2023, com Barbara Muschietti co-produzindo ao lado de Gunn e Safran. Muschietti disse que o desenvolvimento do filme foi adiado para dezembro de 2024 por causa de seus outros compromissos e para garantir que não entrasse em conflito com a sequência de The Batman de Reeves. Um roteirista foi contratado para o filme em fevereiro de 2025 e estava trabalhando em estreita colaboração com Gunn no roteiro. Muschietti não estava ativamente envolvido no projeto na época, mas Safran disse que lhe seria mostrado um roteiro assim que estivesse pronto.

### Swamp Thing
Um filme de terror gótico que explora as "origens obscuras" do Monstro do Pântano.
Em dezembro de 2022, foi relatado que James Mangold estava interessado em trabalhar com Gunn e Safran em um projeto do DCU. Quando a dupla revelou os primeiros projetos do DCU em janeiro de 2023, eles incluíram um novo filme do Monstro do Pântano. Gunn disse que a inspiração específica seria a história em quadrinhos de Alan Moore, The Saga of the Swamp Thing, de 1984-85. Após o anúncio, Mangold postou uma foto do Monstro do Pântano nas redes sociais. Foi confirmado que ele estaria em negociações para escrever e dirigir o filme no dia seguinte, mas não era esperado que começasse a trabalhar nele até que tivesse concluído Indiana Jones and the Dial of Destiny (2023) e o filme biográfico de Bob Dylan, A Complete Unknown. O envolvimento de Mangold foi confirmado em abril, quando ele começou a escrever. Ele estava trabalhando em um filme planejado de Star Wars ao mesmo tempo, e não tinha certeza de qual projeto avançaria primeiro. Gunn descreveu Swamp Thing como um projeto de paixão para Mangold.
Apesar de ter um tom mais sombrio do que outros projetos do DCU, Gunn e Safran pretendem que Swamp Thing seja interconectado com o resto do DCU.

### Filme sem título dos Jovens Titãs
Em março de 2024, foi revelado que um filme centrado na equipe dos Jovens Titãs estava em desenvolvimento, com Ana Nogueira escrevendo o roteiro. Gunn e Safran confirmaram que Nogueira havia entregue um rascunho até fevereiro de 2025.

### Filme sem título Bane e Exterminador
Em setembro de 2024, num rumor, foi revelado que um filme em equipe centrado nos vilões Bane e Exterminador estava em desenvolvimento, com Matthew Orton escrevendo o roteiro. As filmagens estão previstas para ocorrer nos estúdios da Warner Bros. em Leavesden, Inglaterra, em 2025.

### Sgt. Rock
No final de novembro de 2024, segundo rumores, Justin Kuritzkes escreveu o roteiro de um filme com o personagem Sgt. Rock. Luca Guadagnino e Daniel Craig estavam em negociações para dirigir e protagonizar o papel-título, respectivamente, após trabalharem juntos com Kuritzkes no filme Queer (2024). Embora houvesse potencial para o projeto desmoronar se os acordos com Guadagnino e Craig não fossem concretizados, a DC Studios foi considerada "otimista" em relação ao roteiro de Kuritzkes e esperava-se que fosse o próximo filme de Guadagnino antes de sua adaptação do romance Psicopata Americano (1991). Craig não se comprometeu formalmente com o filme e recusou o papel em fevereiro de 2025, supostamente devido a conflitos de agenda e sua insatisfação com a recepção de Queer. Colin Farrell entrou em negociações para estrelar em março, mas a produção foi interrompida no final de abril, supostamente devido a problemas de locação, mas poderia ser potencialmente reavaliada mais tarde naquele ano para filmagens em meados de 2026. Gunn afirmou em junho que o filme foi colocado em espera porque "não estava exatamente onde eu queria que estivesse criativamente" e ele sentiu que precisava "mudar um pouco" primeiro. Ele confirmou que ainda estava avançando. No mês seguinte, Gunn confirmou que o trabalho no roteiro estava em andamento, ao mesmo tempo em que revelou que Guadagnino não estava mais vinculado ao projeto.

### Filme sem título da Mulher-Maravilha
Em junho de 2025, Gunn revelou que um novo filme com a Mulher-Maravilha, separado da série de televisão Paradise Lost, estava sendo escrito e progredindo lentamente. No mês seguinte, foi confirmado que o filme estava sendo acelerado após o sucesso de Superman. Em julho de 2025, foi relatado que Ana Nogueira escreveria o filme, tendo escrito Supergirl e Jovens Titãs.

### Filme da Liga da Justiça sem título
Em um artigo do The Wall Street Journal de julho de 2025, foi relatado que Gunn e Safran eventualmente planejaram fazer um novo filme da Liga da Justiça.

## Séries de televisão
| Série                            | Temporada                      | Temporada                      | Episódios                      | Originalmente exibida          | Originalmente exibida          | Showrunner(s)                  | Status                         |
| Série                            | Temporada                      | Temporada                      | Episódios                      | Primeira exibição              | Última exibição                | Showrunner(s)                  | Status                         |
| Capítulo Um: Deuses e Monstros   | Capítulo Um: Deuses e Monstros | Capítulo Um: Deuses e Monstros | Capítulo Um: Deuses e Monstros | Capítulo Um: Deuses e Monstros | Capítulo Um: Deuses e Monstros | Capítulo Um: Deuses e Monstros | Capítulo Um: Deuses e Monstros |
| -------------------------------- | ------------------------------ | ------------------------------ | ------------------------------ | ------------------------------ | ------------------------------ | ------------------------------ | ------------------------------ |
| Creature Commandos               |                                | 1                              | 7                              | 5 de dezembro de 2024          | 9 de janeiro de 2025           | Dean Lorey                     | Lançada                        |
| Peacemaker                       |                                | 2                              | 8                              | 21 de agosto de 2025           | 9 de outubro de 2025           | James Gunn                     | Pós-produção                   |
| Lanterns                         |                                | 1                              | 8                              | Início de 2026                 | ASA                            | Chris Mundy                    | Pós-produção                   |
| Waller                           |                                | 1                              | ASA                            | ASA                            | ASA                            | Christal Henry & Jeremy Carver | Em desenvolvimento             |
| Paradise Lost                    |                                | 1                              | ASA                            | ASA                            | ASA                            | ASA                            | Em desenvolvimento             |
| Booster Gold                     |                                | 1                              | ASA                            | ASA                            | ASA                            | ASA                            | Em desenvolvimento             |
| Outras séries                    |                                |                                |                                |                                |                                |                                |                                |
| Série sem título do Besouro Azul |                                | 1                              | ASA                            | ASA                            | ASA                            | Miguel Puga                    | Em desenvolvimento             |
| Creature Commandos               |                                | 2                              | ASA                            | ASA                            | ASA                            | Dean Lorey                     | Em desenvolvimento             |
| Mister Miracle                   |                                | 1                              | ASA                            | ASA                            | ASA                            | Tom King                       | Em desenvolvimento             |

### Creature Commandos(2024–presente)
Após os eventos da primeira temporada de Peacemaker, Amanda Waller não é mais capaz de colocar vidas humanas em risco em suas operações clandestinas, como fez com o Esquadrão Suicida e a Equipe Pacificador. Em vez disso, ela monta uma equipe de operações secretas de monstros composta por Nina Mazursky, Alex Sartorius/Doutor Fósforo, a Noiva, G.I. Robot e Doninha, liderados por Rick Flag Sr.
Gunn discutiu fazer uma série animada para Max após o sucesso de Peacemaker. Ele escreveu a série de sete episódios sem um acordo, baseada na equipe de monstros Creature Commandos. Depois de ser contratado para liderar a DC Studios, Gunn deu sinal verde para o projeto. Quando Gunn e Safran revelaram sua lista inicial do DCU em janeiro de 2023, o primeiro projeto foi Creature Commandos. A Warner Bros. Animation coproduziu a série, com Dean Lorey como showrunner e Yves "Balak" Bigerel como diretor supervisor. O elenco principal foi confirmado em abril, incluindo Frank Grillo como Rick Flag Sr. e Indira Varma como a Noiva, que Gunn disse ser a protagonista principal. A gravação de voz começou em maio de 2023 e foi concluída em agosto daquele ano. A primeira temporada de Creature Commandos foi lançada de 5 de dezembro de 2024 a 9 de janeiro de 2025, como um "aperitivo" para o DCU antes do Superman. A série foi renovada para uma segunda temporada em dezembro de 2024. A produção da segunda temporada começou em junho de 2025.
Sean Gunn repete seu papel como Doninha de O Esquadrão Suicida, enquanto Viola Davis e Steve Agee repetem seus respectivos papéis como Waller e John Economos do filme e de Peacemaker. A série reconhece os eventos gerais de O Esquadrão Suicida, como a morte do filho de Flag, Rick Flag Jr. (Joel Kinnaman), nas mãos do Pacificador durante o "Projeto Estrela do Mar" em Corto Maltese. Membros da Easy Company de G.I. Robot são apresentados, incluindo Maury Sterling como o Sargento Franklin Rock, Robbie Daymond como Little Sure Shot e Paul Ben-Victor como Bulldozer.

### Peacemaker(2ª temporada)
A Max anunciou uma segunda temporada de Peacemaker em fevereiro de 2022, com Gunn definido para escrever e dirigir todos os oito episódios. Em fevereiro de 2023 Gunn confirmou que Peacemaker não foi cancelado e disse que o trabalho na segunda temporada continuaria após Waller ter sido feito, mais tarde dizendo que a temporada era seu próximo projeto depois do Superman. Gunn estava escrevendo a temporada naquele mês de outubro, quando confirmou que ela aconteceria na continuidade do DCU.  Em março de 2024, Gunn revelou que Waller havia sido adiado e a segunda temporada de Peacemaker seria produzida primeiro. As filmagens estavam programadas para começar no final de 2024, simultaneamente com Superman. Isso significava que Gunn não seria mais capaz de dirigir todos os episódios. As filmagens começaram em 13 de abril com uma "pré-filmagem", antes da filmagem, que supostamente ocorreria entre junho e setembro de 2024.
2ª temporada estreia em 21 de agosto de 2025, com episódios semanais até o final, que vai ao ar em 9 de outubro.
A temporada se passa após os eventos de Creature Commandos e Superman, com Frank Grillo reprisando seu papel como Rick Flag Sr., enquanto Isabela Merced, Nathan Fillion e Sean Gunn também retornam do último como Kendra Saunders / Mulher-Gavião, o Lanterna Verde Guy Gardner e Maxwell Lord. Terence Rosemore e Stephen Blackehart irão, respectivamente, reprisar seus papéis de Superman como Otis Berg e o cientista da LuthorCorp Sydney Happersen. Gunn afirmou que a temporada atuou como uma continuação narrativa direta dos eventos de Superman e conteria conexões com o enredo maior do DCU.

### Waller
Segue os eventos do final da primeira temporada de Peacemaker, Waller continua a história de Amanda Waller e "Team Peacemaker".
Em maio de 2022, foi revelado que uma série spin-off de Peacemaker estava em desenvolvimento com Amanda Waller, com Christal Henry escrevendo e atuando como produtora executiva ao lado de Gunn e Safran. Quando Gunn e Safran revelaram os primeiros projetos do DCU em janeiro de 2023, o segundo projeto foi Waller, que Gunn disse que seria uma continuação de Peacemaker porque a segunda temporada daquela série foi adiada enquanto Gunn se concentrava no resto do DCU. Henry foi definida como co-showrunner de Waller ao lado de Jeremy Carver, e Viola Davis foi confirmada para reprisar seu papel como Waller de Peacemaker e do DCEU. A série estava programada para ser lançada em 2024, como um "aperitivo" para o DCU antes de Superman, porém a produção foi adiada pelas disputas trabalhistas de Hollywood de 2023 e agora está programada para ser lançada após a segunda temporada de Peacemaker. Em fevereiro de 2025, Gunn disse que a série foi posteriormente reconcebida para seguir aquela temporada e teve dificuldade em aperfeiçoar o roteiro.
Outros membros do elenco de Peacemaker irão reprisar seus papéis na série, incluindo Steve Agee como Economos.

### Lanterns
Hal Jordan e John Stewart, dois Lanternas Verdes (heróis intergalácticos que usam anéis que lhes dão poderes extraordinários), investigam um mistério na Terra.
Gunn confirmou em dezembro de 2022 que os personagens do Lanterna Verde seriam uma parte importante do novo DCU. Quando ele e Safran revelaram os primeiros projetos de sua lista de DCU no final daquele mês, eles incluíram Lanterns, uma nova iteração de uma longa série de Lanternas Verdes em desenvolvimento. Safran disse que a série seria uma história de detetive baseada na Terra e "um grande evento com qualidade da HBO" no estilo da série True Detective (2014–presente). Chris Mundy, Tom King e Damon Lindelof escreveram o roteiro piloto e a bíblia da série Lanterns, até o final de maio de 2024. Mundy é o showrunner da série de oito episódios, que será lançada na HBO. Em outubro de 2024, Kyle Chandler e Aaron Pierre foram escalados para interpretar Hal Jordan e John Stewart respectivamente, enquanto James Hawes foi contratado para dirigir os dois primeiros episódios e ser produtor executivo As filmagens estão ocorrendo de meados de fevereiro ao início de julho de 2025 em Los Angele Lanterns está programado para estrear no início de 2026.
Safran disse que o mistério que Jordan e Stewart investigam na série leva ao enredo principal do DCU. Nathan Fillion repete seu papel como o Lanterna Verde Guy Gardner.

### Paradise Lost
Esta série é um drama político sobre as intrigas e lutas pelo poder na ilha feminina de Themyscira antes do nascimento da Mulher-Maravilha.
Em dezembro de 2022, foi revelado que Jenkins não estava mais desenvolvendo uma sequência para Mulher-Maravilha e Mulher-Maravilha 1984, após Gunn e Safran dizerem que tal filme não se encaixava em seus novos planos. Quando Gunn e Safran revelaram os primeiros projetos do DCU um mês depois, eles incluíram Paradise Lost, que compararam com Game of Thrones (2011–2019).  O título é semelhante a "Paradise Island Lost", uma história em quadrinhos de Phil Jimenez e George Pérez sobre uma guerra civil em Themyscira.

### Booster Gold
Mike Carter/Booster Gold viaja de volta no tempo até os dias atuais para se passar por um super-herói usando tecnologia básica do futuro.
Quando Gunn e Safran revelaram os primeiros projetos do DCU em janeiro de 2023, eles incluíram Booster Gold, uma série de "comédia total" ambientada no DCU. Um showrunner demonstrou interesse em assumir o projeto, mas acabou desistindo em fevereiro de 2025.

### Série sem título do Besouro Azul
Em junho de 2024, uma série animada focada em Jaime Reyes / Besouro Azul foi revelada como estando em desenvolvimento com a Warner Bros. Animation para o DCU. Esperava-se que fosse baseada no filme Besouro Azul do DCEU, mas contasse sua própria história, e tinha o potencial de levar a estrela desse filme, Xolo Maridueña, a estrelar um filme do DCU se bem-sucedido. Miguel Puga estava trabalhando na série desde o início de 2024 e era esperado que atuasse como showrunner e diretor. Cristian Martinez foi definido como roteirista, com o diretor do filme Ángel Manuel Soto, o escritor Gareth Dunnet-Alcocer e o produtor John Rickard atuando como produtores executivos. Os contratos com o elenco principal estavam "em fluxo", mas a DC Studios recebeu respostas positivas ao perguntar ao elenco do filme sobre retornar para reprisar seus papéis. Maridueña confirmou em julho que reprisaria seu papel como Besouro Azul na série, e disse em fevereiro de 2025 que a série deveria estrear em 2026.

### Mister Miracle
Em junho de 2025, uma série animada para adultos baseada na série de quadrinhos Mister Miracle do escritor Tom King foi revelada como estando em desenvolvimento com a Warner Bros. Animation, com King atuando como showrunner e produtor executivo.

## Curtas-metragens

### Curtas-metragens sem título do Krypto
Uma série de quatro curtas-metragens focados no personagem Krypto, o Supercão, foi anunciada em fevereiro de 2025. Os curtas seriam lançados anualmente, com o primeiro curta estreando no final de 2025, após a estreia de Krypto em Superman.

## Videogames
Depois de anunciar os projetos iniciais do DCU, Gunn confirmou os planos de incluir novos videogames no enredo compartilhado do DCU e disse que esses jogos seriam usados para contar novas histórias que poderiam preencher a lacuna entre filmes e séries.  Eles também estavam sendo desenvolvidos para que o público que não joga videogames não perdesse nenhum elemento geral da história.  Ele espera que os jogos levem cerca de quatro anos para serem feitos. A Warner Bros. Games estava desenvolvendo videogames para o DCU em janeiro de 2024.

## Cronológia
O texto de abertura do filme Superman do DCU estabelece vários detalhes preliminares sobre a cronologia do universo, como revelar que a comunidade meta-humana surgiu pela primeira vez há cerca de 300 anos. Uma cena posterior no filme retrata um mural dentro do Salão da Justiça que ilustra a atividade de certos heróis como Cavaleiro Silencioso, Pirata Negro, Pantera, Ametista, Princesa do Mundo das Gemas, Espectral e Jay Garrick / Flash, entre outros dentro deste período. O bebê Kal-El foi enviado para a Terra do planeta Krypton por seus pais Jor-El e Lara Lor-Van, e foi posteriormente encontrado e adotado por Jonathan e Martha Kent em Smallville, Kansas, três décadas antes dos eventos do filme. Criado como Clark Kent, ele estrearia no mundo como Superman três anos antes dos eventos do filme.
No Capítulo Um: Deuses e Monstros, Superman se passa após os eventos da primeira temporada de Creature Commandos, enquanto a segunda temporada de Peacemaker se passa após ambos, sendo descrita por Gunn como uma continuação direta dos eventos do último filme.

### Relação com o Universo Estendido DC
The Flash (2023), um filme ambientado na franquia anterior do Universo Estendido DC (DCEU), tinha como objetivo redefinir a continuidade como um meio de posicionar o Universo DC (DCU) como um "reboot suave" que descartaria em grande parte o cânone anterior, ao mesmo tempo que acomodaria a inclusão de certos personagens e as saídas de membros do elenco da franquia. Apesar disso, James Gunn disse que uma "lembrança vaga" dos eventos retratados em seus projetos do DCEU, O Esquadrão Suicida (2021) e a primeira temporada de Peacemaker (2022), permaneceriam no DCU. Mais tarde, ele esclareceu que The Suicide Squad não seria incorporado retroativamente ao DCU, mas que certos eventos daquele filme só seriam transferidos para a continuidade do DCU se fossem mencionados na mídia do DCU. Um exemplo disso é o reconhecimento do "Projeto Estrela do Mar" pelo Creature Commandos, a missão da Força-Tarefa X em Corto Maltese que resultou na morte do filho de Rick Flag Sr., Rick Flag Jr., nas mãos do Pacificador, e as aparições de outros ex-membros da Força-Tarefa X durante essa missão, como Doninha. Gunn explicou que a maioria dos eventos da primeira temporada do Peacemaker são canônicos para o DCU, exceto pelo cameo da Liga da Justiça no final da temporada, porque essa equipe ainda não havia sido formada na nova continuidade.

## Elenco e personagens recorrentes
Esta seção inclui personagens que aparecerão ou apareceram em múltiplos projetos do DCU.
- Uma cor cinza escura vazia indica que o personagem não estava no filme.
- R indica um papel recorrente na temporada.
- U indica uma aparição sem créditos.
- V indica um papel apenas de voz.

| Personagem                    | Filmes         | Filmes       | Séries de televisão            | Séries de televisão    | Séries de televisão | Séries de televisão |
| Personagem                    | Superman       | Supergirl    | Creature Commandos Temporada 1 | Peacemaker Temporada 2 | Lanterns            | Waller              |
| ----------------------------- | -------------- | ------------ | ------------------------------ | ---------------------- | ------------------- | ------------------- |
| John Economos                 |                |              | Steve AgeeVR                   | Steve Agee             |                     | Steve Agee          |
| Rick Flag Sr.                 | Frank Grillo   |              | Frank GrilloV                  | Frank Grillo           |                     |                     |
| Guy Gardner Lanterna Verde    | Nathan Fillion |              |                                | Nathan Fillion         | Nathan Fillion      |                     |
| Kendra Saunders Mulher-Gavião | Isabela Merced |              |                                | Isabela Merced         |                     |                     |
| Maxwell Lord                  | Sean Gunn      |              |                                | Sean Gunn              |                     |                     |
| Chris Smith Pacificador       | John CenaU     |              |                                | John Cena              |                     |                     |
| Amanda Waller                 |                |              | Viola DavisVR                  |                        |                     | Viola Davis         |
| Kara Zor-El Supergirl         | Milly AlcockU  | Milly Alcock |                                |                        |                     |                     |

## Recepção

### Desempenho de bilheteria
| Filme    | Data de lançamento nos EUA | Box office gross | Box office gross   | Box office gross | Orçamento    | Ref             |
| Filme    | Data de lançamento nos EUA | EUA e Canadá     | Outros territórios | Mundialmente     | Orçamento    | Ref             |
| -------- | -------------------------- | ---------------- | ------------------ | ---------------- | ------------ | --------------- |
| Superman | 11 de julho de 2025        | $194,383,462     | $142,800,000       | $337,183,462     | $225 milhões | [ 221 ] [ 222 ] |

### Resposta da crítica e do público
| Título   | Crítica              | Crítica            | Público     | Público  |
| Título   | Rotten Tomatoes      | Metacritic         | CinemaScore | PostTrak |
| -------- | -------------------- | ------------------ | ----------- | -------- |
| Superman | 83% (419 avaliações) | 68 (58 avaliações) | A−          | 86%      |

| Série              | Temporada | Rotten Tomatoes     | Metacritic         |
| ------------------ | --------- | ------------------- | ------------------ |
| Creature Commandos | 1         | 95% (41 avaliações) | 74 (12 avaliações) |

## Música

### Trilha sonora
| Titulo                                    | Data de lançamento nos EUA | Performado por            | Comprimento | Rótulo           |
| ----------------------------------------- | -------------------------- | ------------------------- | ----------- | ---------------- |
| Superman: Trilha sonora original do filme | 8 de julho de 2025         | John Murphy David Fleming | - 77:00     | WaterTower Music |

## DC Elseworlds
Quando anunciou os primeiros projetos para o DCU em Janeiro de 2023, Gunn disse que qualquer projeto que não se encaixasse no universo compartilhado do DCU seria rotulado como "DC Elseworlds" no futuro.  É o mesmo que a DC Comics faz usando a marca Elseworlds para marcar histórias em quadrinhos que são separadas da continuidade principal. Safran disse que havia um alto nível que os projetos fora do DCU teriam que atender para receber luz verde. Gunn considerou brevemente integrar a franquia The Batman de Matt Reeves, estrelada por Robert Pattinson, no DCU, mas preferiu poder contar livremente histórias de Elseworlds, embora tenha dito que há uma chance, embora improvável, de "puxar" o Batman de Pattinson para o DCU.
A seguir os projetos que foram confirmados como parte do selo “DC Elseworlds”:
- A série animada Os Jovens Titãs em Ação (2013—presente);[228]
- Os filmes Joker (2019) e Joker: Folie à Deux de Todd Phillips (2024);[228][229]
- A série animada Harley Quinn (2019—presente);[230]
- A série Superman & Lois (2021—2024);[54]
- Universo compartilhado do Batman do Diretor Matt Reeves (referido por Reeves e seu parceiro de produção Dylan Clark como a "Saga do Crime Épico do Batman"):[231]
  - Filmes: The Batman (2022) e The Batman 2 (2027),[228][229] assim como um terceiro filme do longa;
  - Séries spin-off: The Penguin (2024)[228][229]
- Um filme em desenvolvimento do Superman Negro, escrito por Ta-Nehisi Coates e produzido por J.J.  Abrams;[228][232]
- Uma sequência em desenvolvimento do filme Constantine (2005) com o diretor Francis Lawrence e o retorno de Keanu Reeves;[233][234]
- Filmes originais animados do universo DC;[235]
- O filme de animação Merry Little Batman (2023);[236]
- Um filme de animação planejado baseado na história em quadrinhos The Jurassic League (2022), escrito por Brian Lynch e produzido por Gunn e Safran;[237][238]
- A série animada Minhas Aventuras com o Superman, Starfire! e DC Super Powers;[239]